# NGC 1508
NGC 1508 est une galaxie lenticulaire située dans la constellation du Taureau. NGC 1508 a été découverte par l'astronome français Édouard Stephan en 1876.

## Caractéristiques
Sa vitesse par rapport au fond diffus cosmologique est de 7 046 ± 48 km/s, ce qui correspond à une distance de Hubble de 103,9 ± 7,3 Mpc (∼339 millions d'al).